# Graham McPherson

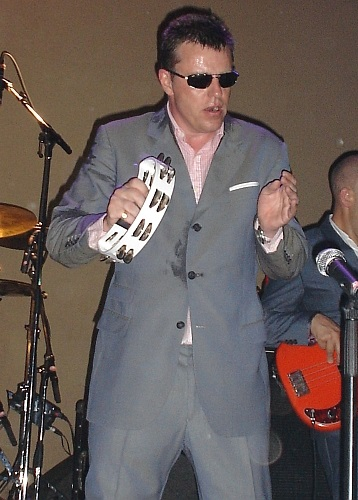
Graham „Suggs“ McPherson, 2005 in Amsterdam

Graham McPherson (* 13. Januar 1961 in Hastings, East Sussex) ist ein englischer Sänger, Songwriter, Schauspieler und ehemaliger Radio-DJ. Er wurde als Frontmann der Band Madness bekannt und hatte in der zweiten Hälfte der 1990er Jahre einige Solo-Hits unter dem Künstlernamen Suggs.

## Biografie
Als Mitinitiator war McPherson 1978 an der Gründung der Ska-Band Madness beteiligt und wurde deren Frontmann. Nach einigen Erfolgen trennte sich die Gruppe 1985 vorübergehend. McPherson wurde u. a. Manager und Produzent der Rockband The Farm, moderierte im Fernsehen und gründete mit seinem Madness-Bandkollegen Chas Smash das Duo The Fink Brothers. Außerdem war er an mehreren Wiederbelebungen von Madness beteiligt.
Gleich mit seiner ersten Solosingle als Suggs, I’m Only Sleeping, gelang McPherson im August 1995 der Sprung auf Platz 7 der englischen Hitparade. Zwei Monate später erreichte Camden Town Position 14 der UK-Charts, im Dezember folgte The Tune auf Platz 33. Das dazugehörige Popalbum The Lone Ranger erklomm im Oktober des Jahres Platz 14 im Vereinigten Königreich.
Erst auf der Wiederveröffentlichung des Longplayers im Jahr 1996 waren zwei Features mit Louchie Lou & Michie One enthalten: Cecilia stieg im April auf Platz 4 in England und auf Platz 28 in Österreich, No More Alcohol folgte im September 1996 auf Platz 24 der UK-Charts. 1997 erschien die Single Blue Day, die zusammen mit dem Team des FC Chelsea aufgenommen wurde, und kletterte im Mai auf Platz 22 der englischen Hitparade.
Das 1998 veröffentlichte Album The Three Pyramids Club, auf dem Pop-Rock und Ska zu hören sind, blieb hinter den Erwartungen zurück und verfehlte eine Chartnotierung. Lediglich die Auskopplung I Am war im September kurzzeitig in den englischen Charts gelistet und erreichte Platz 38. Weitere Alben und Singles von Suggs erschienen nicht. Mit The Platinum Collection (2007), The Suggs Collection (2014) und The Very Best Of (2017) kamen aber noch drei Kompilationen in den Handel.

## Diskografie (Suggs)

### Studioalben
| Jahr | Titel Musiklabel Katalog-Nr.      | Höchstplatzierung, Gesamtwochen, AuszeichnungChartplatzierungen (Jahr, Titel, Musiklabel Katalog-Nr., Platzierungen, Wochen, Auszeichnungen, Anmerkungen) | Höchstplatzierung, Gesamtwochen, AuszeichnungChartplatzierungen (Jahr, Titel, Musiklabel Katalog-Nr., Platzierungen, Wochen, Auszeichnungen, Anmerkungen) | Anmerkungen                                                            |
| Jahr | Titel Musiklabel Katalog-Nr.      | AT | UK | Anmerkungen                                                            |
| ---- | --------------------------------- | --- | --- | ---------------------------------------------------------------------- |
| 1995 | The Lone Ranger WEA 12478         | — | UK14 Silber · (8 Wo.)UK | Erstveröffentlichung: 16. Oktober 1995 Executive Producer: Rob Dickens |
| 1998 | The Three Pyramids Club WEA 23815 | — | UK82 (1 Wo.)UK | Erstveröffentlichung: 7. September 1998 Produzent: Stephen Lironi      |

### Kompilationen
- 2007: The Platinum Collection (Rhino 23140)
- 2014: The Suggs Collection (3 CDs; Universal Music TV / Warner Music TV 5351948)
- 2017: The Very Best Of (Rhino UK 0190295786731)

### Singles
| Jahr | Titel Album                                        | Höchstplatzierung, Gesamtwochen, AuszeichnungChartplatzierungen (Jahr, Titel, Album, Platzierungen, Wochen, Auszeichnungen, Anmerkungen) | Höchstplatzierung, Gesamtwochen, AuszeichnungChartplatzierungen (Jahr, Titel, Album, Platzierungen, Wochen, Auszeichnungen, Anmerkungen) | Anmerkungen |
| Jahr | Titel Album                                        | AT | UK | Anmerkungen |
| ---- | -------------------------------------------------- | --- | --- | --- |
| 1995 | I’m Only Sleeping / Off on Holiday The Lone Ranger | — | UK7 (7 Wo.)UK | Erstveröffentlichung: 31. Juli 1995 Autoren: Lennon/McCartney / Graham McPherson Original (A-Seite): The Beatles, 1966 |
| 1995 | Camden Town The Lone Ranger                        | — | UK14 (6 Wo.)UK | Erstveröffentlichung: 2. Oktober 1995 Autoren: Graham McPherson, Mike Barson                                           |
| 1995 | The Tune The Lone Ranger                           | — | UK33 (3 Wo.)UK | Erstveröffentlichung: 4. Dezember 1995 Autor: Mike Barson                                                              |
| 1996 | Cecilia The Lone Ranger (Reissue)                  | AT28 (5 Wo.)AT | UK4 Silber · (22 Wo.)UK | Erstveröffentlichung: 1. April 1996 feat. Louchie Lou & Michie One Autor: Paul Simon Original: Simon & Garfunkel, 1970 |
| 1996 | No More Alcohol The Lone Ranger (Reissue)          | — | UK24 (4 Wo.)UK | Erstveröffentlichung: 9. September 1996 feat. Louchie Lou & Michie One Autor: Graham McPherson                         |
| 1997 | Blue Day The Platinum Collection                   | — | UK22 (8 Wo.)UK | Erstveröffentlichung: 5. Mai 1997 Suggs and Co feat. The Chelsea Team Autor: Mike Connaris                             |
| 1998 | I Am The Three Pyramids Club                       | — | UK38 (3 Wo.)UK | Erstveröffentlichung: 23. August 1998 Autoren: Graham McPherson, Nick Feldman                                          |

Weitere Singles
- 1995: Sleigh Ride (Promo)
- 2002: Oranges and Lemons Again (Jools Holland and His Rhythm & Blues Orchestra feat. Suggs)
- 2024: Zombie Nation (Kid Kapichi feat. Suggs)

### Videoalben
| Jahr | Titel         | Höchstplatzierung, Gesamtwochen, AuszeichnungChartplatzierungen (Jahr, Titel, Platzierungen, Wochen, Auszeichnungen, Anmerkungen) | Höchstplatzierung, Gesamtwochen, AuszeichnungChartplatzierungen (Jahr, Titel, Platzierungen, Wochen, Auszeichnungen, Anmerkungen) | Anmerkungen                |
| Jahr | Titel         | AT | UK | Anmerkungen                |
| ---- | ------------- | --- | --- | -------------------------- |
| 2018 | My Life Story | — | UK15 (9 Wo.)UK | Erstveröffentlichung: 2018 |